# Мьёльнир (кратер)
Мьёльнир (норв. Mjølnir) — метеоритный кратер диаметром 40 км, расположенный в юго-западной части Баренцева моря. Возраст кратера оценивается в 142,0 ± 2,6 млн лет. Кратер был образован падением астероида, предположительно имевшего диаметр около 2 км.
В 2006 году группа шведских геологов обнаружила на южном побережье Швеции признаки воздействия цунами, произошедшего около 145 млн лет назад. Геологи связывают это с ударом крупного астероида; предполагается, что это был тот самый астероид, который оставил после себя кратер Мьёльнир.